# Khone Phapheng
Khone Phapheng je soustava vodopádů na řece Mekong v jižním Laosu. Kaskády se táhnou v délce devíti kilometrů a znemožňují lodím plout na horní tok Mekongu. Francouzi postavili v roce 1910 úzkokolejnou železnici, která umožňuje dopravu zboží přes nesplavný úsek řeky. Vodopády dosahují maximální výšky pouhých 21 metrů, ale s šířkou přes 10 km a průměrným prútokem 11 000 metrů krychlových za sekundu (v období dešťů byl naměřen dokonce maximální průtok 49 000 m³/s) patří k nejmohutnějším vodopádům světa (vyšší průtok mají Inga Falls na řece Kongo, ale ty nemají svislý přepad vody a bývají proto klasifikovány jako peřeje).
Oblast v okolí vodopádů se nazývá Si Phan Don (Čtyři tisíce ostrovů). Žije zde endemická rybka balitora khonská, vzácný sladkovodní delfín orcela tuponosá a také plabuk, gigantický druh sumce, dorůstající přes tři metry. Plánuje se výstavba přehrady Don Sahong, která by využila síly vodopádů k výrobě elektrické energie, zároveň by však vážně narušila místní ekosystém.